# Anadyr-Plateau
Das Anadyr-Plateau (russisch Ана́дырское плоского́рье/Anadyrskoje ploskogorje) befindet sich am nördlichen Polarkreis im äußersten Nordosten von Sibirien (dem asiatischen Teil Russlands).
Das Gebirgsplateau umfasst mehrere Teilgebirge. Es wird im Süden vom Flusslauf des im Plateau entspringenden, zunächst in südwestliche Richtung fließenden und sich dann nach Nordosten und Osten wendenden Anadyr begrenzt, im Osten vom linken Anadyr-Nebenfluss Belaja und deren Quellfluss Jurumkuwejem.
Im Nordwesten grenzt das Anadyr-Plateau an das Anjuigebirge. In Richtung Nordosten geht das Plateau über weitere Hochländer in das Hochland von Tschukotka über und im Südosten grenzt es an das Anadyrtiefland. In Richtung Süden schließen sich weitere Mittelgebirgslandschaften an, die jenseits des dort fließenden und auf dem Plateau entspringenden Anadyr liegen.
Auf dem Anadyr-Plateau entspringen neben dem Anadyr noch weitere größere Flüsse, wie Jurumkuweiem, Enmywaam und der Große und Kleine Anjui. Der Kratersee Elgygytgyn liegt ebenfalls im Hochland. Im Westen grenzt das kaum bewohnte Plateau, dessen Landschaftsbild von Taiga und Tundra beherrscht wird, an die Nordausläufer des Kolymagebirges. Das Anadyr-Plateau erstreckt sich über eine Länge von 400 km und eine Breite von 130 km. Die vorherrschenden Höhen liegen zwischen 800 und 1100 m. Im Südwesten erreicht das Anadyr-Plateau im Schtschutschi-Höhenzug eine Höhe von 1221 m (⊙). Im Nordosten liegt der Ossinowski-Höhenzug mit einer Höhe von 1206 m.